# Список кардиналов, возведённых папой римским Григорием XIV

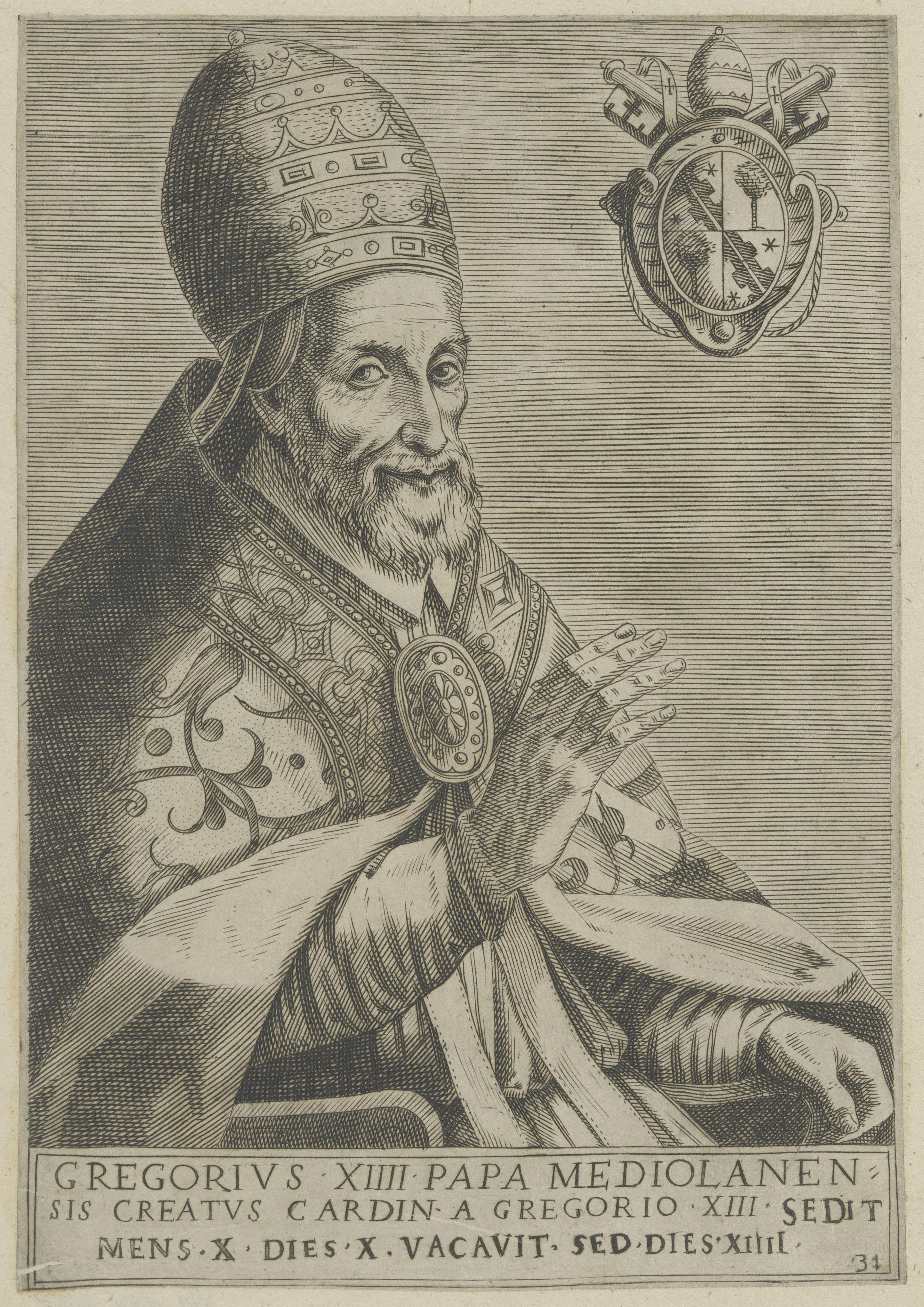
Папа Григорий XIV

Кардиналы, возведённые Папой римским Григорием XIV — 5 прелатов и клириков были возведены в сан кардинала на двух Консисториях за 10-месячный понтификата Григория XIV.
Самой крупной консисторией была Консистория от 6 марта 1591 года, на которой было возведено четыре кардинала.

## Консистория от 19 декабря 1590 года
- Паоло Эмилио Сфондрати, племянник Его Святейшества (Папская область).

## Консистория от 6 марта 1591 года
- Оттавио Паравичини, епископ Алессандрии, апостольский нунций в Швейцарии (Папская область);
- Оттавио Аквавива д’Арагона старший, референдарий Трибуналов Апостольской Сигнатуры Справедливости и Милости, мажордом Его Святейшества (Папская область);
- Одоардо Фарнезе, аббат-коммендатор Гроттаферраты (Папская область);
- Фламинио Пьятти, аудитор Трибунала Священной Римской Роты (Папская область).